# 湘江长沙综合枢纽工程
湘江长沙综合枢纽工程（“长沙湘江航电枢纽工程”、“长沙航电枢纽”，“长沙大坝”、“长沙湘江大坝”、“湘江长沙大坝”）位于湖南省长沙市望城区境内的湘江下游河段，为一处以适应湘江水运通道建设、提高供水保障水平和长株潭三市城市发展需要为主，兼顾发电、交通等功能的基础设施建设工程。库区坝址地处望城区丁字镇石渚村与高塘岭镇胜利村之间湘江蔡家洲，距长沙市主城区橘子洲大桥约26公里，距上游株洲航电枢纽131公里。工程包括年通过能力9800万吨的2000吨级双线船闸、46孔泄水闸、电站、坝顶高程39.7米宽27米长1,907米的坝顶公路桥等基础设施；库区正常蓄水水位29.7米、正常蓄水总库容为6.75亿米³。湘江长沙综合枢纽工程将长沙、株洲、湘潭三城市连成一起，构成带状滨水区域。 工程总投资63.78亿元，于2009年9月30日动工，已于2016年完全竣工。

## 意义
长沙湘江航电枢纽工程可以形成共有库区的城市群，有利促进长株潭经济一体化；通过湘江沿江风光带，促进湘江沿岸生态与经济建设，同时形成特有的人文景观。
- 解决枯水期城市供水。从气候条件看，湖南秋冬季节少雨，湘江河段常年出现枯水季节。枯水期平均时间5个月，特长年份长达7个月，近年甚至出现湘江断流，严重影响长株潭生活和工业用水。工程建成后可从根本上保证三市常年用水要求。
- 提高湘江上游地区通航能力。由于枯水期影响船舶航行，低水位时100吨级船舶无法抵达长沙。工程建成后，库区河段可全年达到二级航道标准，大大提高湘江船舶通航能力。
- 缓解部分供电紧张状况。工程建成后，附属工程的电站总装机容量8.4万千瓦，年发电量3.64亿千瓦时，可充分缓解湘江枯水期长株潭城市群用电紧张的局面。

## 工程概况
工程位于湘江长沙城区下游香炉洲。主体工程包括年通过能力为3800万吨的2000吨级双线船闸，该船闸按通航一顶四艘1000吨级顶推船队标准及远景通过2000吨级船舶设计，修建34孔泄水闸，发电装机5万－8万千瓦，渠化株洲航电枢纽至长沙综合枢纽128公里的千吨级航道。

## 工程进程
- 2004年1月，湖南省人大、政协会议，长沙代表团提议建议尽快建设湘江航电枢纽。
- 2004年2月4日，湖南省政府召开长沙湘江航电枢纽工程专题会，计划、建设、规划、交通、水利等单位长株潭3市，对选址征询意见，并就地质、防洪、治污、生态、移民、交通以及拆迁等问题进行探讨研究。
- 2005年11月2日，湖南省发展改革委员会正式对《湘江长沙综合枢纽工程预可行性研究报告》进行了批复，同意工程立项。
- 2005年12月5日，长沙市政府向在长的全国人大代表、省人大代表专门汇报长沙湘江航电枢纽工程项目的有关情况。
- 2005年12月13日，《湘江长沙综合枢纽工程环评大纲》正式通过湖南省环境保护科学院组织的专家审查。

## 环保评估
《湘江长沙综合枢纽工程环评大纲》认为，工程建成后，库区部分的原有陆地变成水域，天然河道变成水库，水文特性发生一定变化，由于原天然河道流速减缓，水体对污染物的自净降解能力下降；工程建成后湘江水位发生变化，可能导致局部库岸不稳定问题；大坝的阻隔湘江水生生态系统物流交换受到限制；电站运行后库区河段的漂浮物质逐步聚集于坝前，在清渣过程中将形成大量的渣料。
《湘江长沙综合枢纽工程环评大纲》建议长株潭三市总体沿湘江两岸修建庞大的排污管道通达大坝下游，以彻底解决长株潭三市的排污问题。

## 官方网站
- 长沙市湘江综合枢纽开发有限责任公司

## 资料来源
1. ↑  长沙房产网 （页面存档备份，存于）：《长株潭变库区城市群 湘江长沙综合枢纽今开工》
2. ↑  湖南红网 （页面存档备份，存于）：《长沙航电枢纽右岸道路：湘江路》